# Petrus Ramus
Petrus Ramus (Cuts, 1515 - Parijs, 26 augustus 1572), ook bekend onder zijn Franse naam Pierre de la Ramée, was een invloedrijk Frans humanist, filosoof en onderwijshervormer. In 1561 ontvluchtte hij Frankrijk vanwege zijn sympathie voor het protestantisme. Hij sloot zich echter pas in 1569 aan bij de Franse gereformeerde kerk in Heidelberg. In 1571 keerde hij terug naar Frankrijk en werd het volgende jaar tijdens de Bartholomeusnacht vermoord.
Ramus was een verklaard tegenstander van de wijsbegeerte van Aristoteles en de daarop gebaseerde scholastiek. De filosofie van Ramus had een breed gedragen receptie tot ver in de zeventiende eeuw. Tot de aanhangers behoorden onder andere Jacobus Arminius en Caspar Olevianus, maar ook bekende puriteinen als William Perkins en William Ames namen het 'Ramisme', zoals het genoemd werd, over. Gijsbertus Voetius echter verwierp het Ramisme.
1. ↑  Mathematics Genealogy Project; geraadpleegd op: 8 augustus 2016; taal van werk of naam: Engels; MGP-identificatiecode: 125047.
2. 1 2 3 4 5 6  Nationaal Normbestand van Tsjechië; geraadpleegd op: 7 november 2022; NKC-identificatiecode: xx0049458.